# الغبرة (موريتانيا)
الغبرة بلدة موريتانية وإحدى بلديات ولاية العصابة، تقع في الجزء الجنوبي الشرقي من البلاد. 
تُعرف البلدة بطابعها الريفي وسكانها الذين يعتمدون بشكل رئيسي على الزراعة وتربية المواشي كمصادر أساسية للعيش. وتُعد الغبرة جزءًا من المنظومة الإدارية التي تسهم في التنمية المحلية داخل الولاية، وتحتضن عددًا من المدارس والمراكز الصحية التي تخدم السكان المحليين. كما تشهد البلدة في السنوات الأخيرة جهودًا لتحسين البنية التحتية والخدمات الأساسية، بدعم من الحكومة وبرامج التنمية الريفية. 